# De Bios (Alkmaar)
Het Alkmaarse pand genaamd De Bios begon als voorname woning, herenhuis, maar werd in 1913 verbouwd tot bioscoop. Tot 1995 vervulde het deze functie. In 2005 is het pand verbouwd tot restaurant.
Terwijl het pand nog de functie van bioscoop vervulde werd het uitgeroepen tot rijksmonument.

## Geschiedenis
Het pand heeft de voorzijde aan de smalle Doelenstraat omdat tijdens de bouw de Gedempte Nieuwesloot nog niet gedempt was. Ook was de Doelenstraat tijdens de bouw van de woning een straat van aanzien, onder meer het gruttersgildehuis en twee schutterijen hadden hun gebouwen in de Doelenstraat gevestigd.
Het pand heeft niet alleen als woning gediend, het is ook een herenlogement, nutsspaarbank en bioscoop geweest. Als bioscoop is het pand meerdere keren verbouwd om meer zitplaatsen te kunnen huisvesten. In 1913 waren dat 350 zitplaatsen en in 1995 434.

## Het pand
Het pand is een hoekpand en heeft aan de voorzijde op de eerste verdieping een erker. De erker is boven de voordeur geplaatst en wordt gesteund door vier pilasters die in Ionische stijl gesneden zijn. De erker heeft zelf een kroonlijst aan de onderzijde en een driehoekig fronton aan de bovenzijde. Aan weerszijden van de erker heeft het pand vleugels van twee traveeën breed. Het pand heeft over de volle breedte een lijstgevel, waar de erker uitsteekt.